# Орацио Маријани
Орацио Маријани (итал. Orazio Mariani; Милано, 21. јануар 1915 — 16. октобар 1981) био је италијански атлетичар. Био је специјалиста за трчање на 100 метара.

## Биографија
Прво велико такмичење на којем је учествовао било је прво Европском првенству 1934. у Торину. Трчао је 100 метара, али није прошао даље од полуфинала.
Маријани се такмичио и на Летњим олимпијским играма 1936. у Берлину, у штафети 4 х 100 метара и освојио сребрну медаљу. Штафета је трчала у саставу Орацио Маријани, Ђани Калдана, Елио Рањи и Тулио Гонели. 
Две године касније на Европском првенству у Паризу освојио је сребрну медаљу на 100 метара. Овога пута италијанска штафета у измењеном саставу у односу на олимпијску: Тулио Гонели, Ђани Калдана, Едоардо Даели и Орацио Марини била је четврта.

## Значајнији резултати
| Год.              | Такмичење          | Место             | Дисциплина             | Пласман           | Резултат          | Детаљи |
| Краљевина Италија | Краљевина Италија  | Краљевина Италија | Краљевина Италија      | Краљевина Италија | Краљевина Италија |        |
| ----------------- | ------------------ | ----------------- | ---------------------- | ----------------- | ----------------- | ------ |
| 1934              | Европско првенство | Торино, Италија   | 100 м.                 | 7.                | 10,09             |        |
| 1936              | Олимпијске игре    | Берлин, Немачка   | 4 х 100 м              |                   | 41,13             |        |
| 1938              | Европско првенство | Париз, Француска  | 100 м                  |                   | 10,06             | [ 1 ]  |
| 1938              | Европско првенство | Париз, Француска  | штафета 4 х 100 метара | 4.                | 41,3              | [ 1 ]  |

### Национална првенства
Орацио Маријани има осам победа Оу појединачној конкуренцији на Италијан ском првенству у атлетици:
- 7 победа на 100 метара (1933, 1936, 1937, 1938, 1939, 1942, 1943)
- 1 победа на 200 метара (1943)